# GKrellM
GKrellM (Abk. für GNU/GTK Krell Monitors/Meters) ist eine freie Software, die verschiedene Informationen über ein Computersystem anzeigen kann. Eine Reihe von Betriebssystemen wird dabei unterstützt.
Der Name ist vom Film „Alarm im Weltall“ inspiriert, die Krell sind dort die Ureinwohner des Planeten Altair IV.
Eine Vielzahl von Informationen ist darstellbar: Temperatur, CPU- und Speicherauslastung, Lautstärke, Internet-Verbindungen und -Verkehr, Festplattenbelegung, E-Mails, Batteriestand u. a. Die Software ist durch Plug-ins erweiterbar.
Es ist nicht nur möglich, sich Informationen über den lokalen Rechner anzeigen zu lassen, sondern auch über einen entfernten Rechner, sofern auch dort GKrellM (als Daemon) läuft.